# Zlatan Bejdic
Zlatan Bejdic (født 7. februar 1988) er en dansk tidligere fodboldspiller, der spillede som angriber.
Han har spillet for Esbjerg fB i B-truppen, Varde IF og Herfølge Boldklub.

## Karriere
Han spillede for Esbjerg fB, inden han den 8. december 2005 skiftede til Herfølge Boldklub, hvor han skrev under på en kontrakt frem til 2008.
Han spillede for Varde IF frem til sommeren 2011.